# De Kongelige paa Cykler i Fredensborg Slotsgaard
|  | Denne artikel er oprettet af botten PalnaBot ud fra en ekstern database. Den kan derfor have sproglige fejl eller mangler. Denne skabelon kan fjernes efter kontrol af indholdet. |

De Kongelige paa Cykler i Fredensborg Slotsgaard er en film instrueret af Peter Elfelt.

## Handling
Fredensborg Slot i Nordsjælland var i perioden cirka 1880-1898 ramme om de såkaldte "Fredensborgdage", hvor kong Christian 9. og dronning Louise samlede familien. Traditionen ebbede ud efter zar Alexander III's død 1894 og dronnings Louises død i 1898. Disse billeder giver alligevel et godt indblik i den utvungne omgang på slottet.